# Finnur Tómas Pálmason
Finnur Tómas Pálmason, född 12 februari 2001, är en isländsk fotbollsspelare som spelar för KR Reykjavik.

## Karriär
Finnur Tómas inledde sin karriär i KR Reykjavik där han hann göra 31 matcher i klubben, samt bli isländsk mästare 2019.
Den 13 januari meddelade IFK Norrköping att de värvat Finnur Tómas inför säsongen 2021. I maj 2021 blev det klart att Finnur Tómas lånades tillbaka till KR över säsongen 2021. I januari 2022 meddelade IFK Norrköping att Finnur Tómas lämnade klubben. Kort därefter återvände han till KR Reykjavik.